# Papo & Yo
Papo & Yo es un videojuego independiente de los géneros de aventura y fantasía y el primero desarrollado por la empresa canadiense Minority. Inicialmente salió a la venta forma exclusiva para la consola PlayStation 3 solo para su compra digital el 14 de agosto de 2012, en la tienda virtual PlayStation Store a través del proveedor PlayStation Network. Desde el 18 de abril de 2013, puede ser adquirido para Microsoft Windows mediante la plataforma de distribución digital Steam. 
El protagonista de la historia es Quico, un niño que vive en alguna parte de Sudamérica, y su amigo Monster, una bestia rosa que, aunque amigable, tiene una adicción a comer ranas venenosas que le provocan ataques de ira. Quico debe atravesar un mundo surrealista similar a una favela para encontrar una cura para la enfermedad de su amigo. El sistema de juego se compone de puzles que requieren de la participación de la bestia y de Lula, una robot amarilla de juguete y aliada del niño. El jugador debe de sacar provecho tanto de los momentos apacibles como violentos del monstruo para lograr superar los niveles.
La historia del videojuego está inspirada en experiencias personales del director creativo y creador del videojuego, Vander Caballero, quien retrató su relación con un padre alcohólico y abusivo a través de los personajes de Quico y Monster. La adicción de este último a comer ranas venenosas y su posterior cambio de personalidad sería una metáfora del alcoholismo y a los abusos que su padre le propiciaba estando intoxicado cuando era niño.
En su lanzamiento original para PS3 el videojuego tuvo un rendimiento comercial aceptable para un título independiente , pero no logró solventar los gastos de producción. Por ello, en 2013, se habilitó la descarga para PC mediante Steam y otros distribuidores digitales. Las críticas fueron mayormente positivas, y los aspectos más elogiados fueron los temas abordados, la banda sonora y el diseño de escenarios; coincidieron por otro lado en puntuar negativamente la jugabilidad, la poca dificultad de los puzles y los errores técnicos de su primera versión. Papo & Yo contó con siete premios y veintidós nominaciones.

## Argumento
La historia inicia con el protagonista Quico, un niño que se esconde en un armario de su hogar para evitar la violencia de su padre alcohólico. Para escapar de él, sale hacia la calle donde entra en un mundo que el mismo creó en su imaginación y se asemeja a una favela de Sudamérica. Allí habitan sus amigos Lula, una robot amarilla de juguete, y Monster, una bestia rosa. Para avanzar, resuelve obstáculos físicos y mecánicos, a la vez que debe evitar que el monstruo coma unas ranas que lo vuelven irascible y peligroso. Si esto sucede, la única manera de calmarlo es brindarle una fruta que actúa como antídoto y lo desmaya brevemente. En sus momentos apacibles el monstruo también es capaz de demostrar preocupación por Quico y lo salva en una oportunidad. Alejandra es una niña que habita la favela, sigue de cerca al niño y le dice que esta «maldito». En un ataque de ira, Monster rompe a Lula; frente a esto los niños trabajan juntos para extraer el «enojo» del monstruo y utilizarlo para revivir a la robot. Alejandra le indica a Quico que su misión consiste en llevar a Monster hasta un templo para que un chamán lo cure, y finalmente la niña se sacrifica frente a la bestia para que Quico pueda llegar. Allí se encuentra con estatuas de la bestia; cuando se acerca, estas se transforman y, en lugar de Monster, muestran a su padre y su relación con el alcohol. En ese momento el protagonista se da cuenta de que no existe realmente una cura para su amigo, por lo que tiene que dejarlo ir. Quico logra colocar a Monster sobre una tarima de madera y lo arroja hacia un abismo, un acto que representa la liberación del maltrato. Luego, abandona el mundo de su imaginación, deja atrás a Lula y vuelve a la vida real.

### Personajes
- Quico: un pequeño niño que vive en algún lugar de Sudamérica. Tiene una estrecha amistad con Monster, pero su vida depende de encontrar la cura a la adicción de su amigo y para ello tendrá que resolver obstáculos para avanzar en su mundo.[6]
- Monster: de apariencia atemorizante, es un monstruo amigable y el mejor amigo de Quico. Sin embargo, su personalidad y carácter cambian radicalmente cuando ingiere unas ranas a las cuales es adicto.  Si sucede se transforma en una bestia agresiva que emana llamas de su cuerpo, capaz de atacar a sus amigos y ponerlos en peligro.[12][13]
- Lula: la robot amarilla de juguete de Quico. Le permite al niño levitar brevemente y lo ayuda a resolver los rompecabezas a lo largo del juego.[14] También juró protegerlo y cuando Monster es violento, reconforta al niño asegurándole que no es su culpa.[7]
- Alejandra: guía a Quico por el mundo mágico de las favelas, aunque mantiene siempre su distancia y no permite que el jugador se acerque demasiado a ella. Tiene la misma edad del protagonista y al igual que él puede activar mecanismos dibujándolos con tiza en paredes y en el suelo. También crea obstáculos que Quico deberá sortear para continuar. Por su diseño se caracteriza por tener líneas blancas horizontales pintadas a lo largo de sus brazos y piernas, como así también su cara maquillada de este color.[14][15]

## Jugabilidad
El sistema de juego se compone principalmente de la resolución de obstáculos físicos donde el jugador controla a Quico desde una perspectiva en tercera persona. También es un videojuego de plataformas por las mecánicas de desplazar al personaje por distintos niveles ya que el niño puede subir escaleras, correr por los callejones y saltar entre los edificios. En el control Dual Shock el botón equis permite saltar y el cuadrado realizar acciones específicas. Sus creadores declararon que el principal objetivo es la exploración del entorno. Esto se ve reforzado con la habilidad de Quico de manipular el mundo que lo rodea, hacer los cambios pertinentes en la infraestructura de la favela para resolver un acertijo; puede mover a voluntad casas enteras si manipula cajas de cartón que representan dichos edificios, o activar engranajes mágicos que parecen haber sido dibujados con tiza en las paredes. Todos estos mecanismos aparecen primero como líneas negras y al activarlos se iluminan de color blanco. Alejandra posee la habilidad de dibujar distintos elementos que luego conformarán los rompecabezas.
Existen dos dimensiones en la historia, el mundo imaginado por Quico donde se desarrollan las acciones y vive Monster, y el mundo real en el que se muestra el vínculo del padre con el alcohol y el crimen. El jugador puede relacionarse con la criatura, un personaje de gran utilidad para resolver los obstáculos pero también una potencial amenaza si ingirió una rana venenosa. En este último caso se le debe suministrar una especie de fruta que actúa como antídoto. Cuando reposa, el usuario puede utilizar su abdomen como un trampolín para saltar a niveles más altos. El objetivo es lograr persuadirlo con frutas o ranas para avanzar. El entorno cambia de acuerdo con el estado anímico de la criatura: cuando esta se encuentra calmada el ambiente es brillante y soleado, si se vuelve salvaje el clima es sombrío y lúgubre. Lula es una aliada que brinda apoyo al jugador  y puede activar botones a distancia si se le ordena qué hacer. Además, le permite a Quico levitar brevemente si se coloca en su espalda. Monster le teme a la robot por lo que esta también puede evitar que la criatura se acerque a las ranas. A diferencia de Lula, Monster no puede ser controlado y muchas veces este se rehusará o ignorará lo que se le pide. De acuerdo con el creador, Vander Caballero, la bestia es «una entidad, una persona», el único comando que obedecerá es simplemente mirar al niño cuando este se lo pida o empezar a jugar si se le arroja una pelota de fútbol o un coco; esta acción se incorporó a último momento para reforzar la interacción con el personaje en su estado de serenidad.
La historia trata fundamentalmente sobre encontrar una cura para el monstruo. No se llevan a cabo combates y el sistema no permite que el jugador muera, este nunca experimentará el game over, una característica presente en escasos videojuegos como The Secret of Monkey Island y Grim Fandango. Sobre esto, Caballero explicó:

«Como uno nunca muere realmente en un juego, los game overs son penalizaciones de tiempo porque tu no realizaste algo. No creo en la muerte. Siempre me sentí estafado cuando mi personaje moría. Me siento como "¡yo no estoy muerto!, ¡estoy vivo otra vez!". Entonces en este juego nunca morirás».
Vander Caballero

Para librarse de los anfibios, el jugador puede aventarlos contra una pared y esto hará que desaparezcan. Además de su robot, Quico no posee otras herramientas consigo y durante la mayor parte del juego se encuentra desprotegido de los ataques de Monster. Esta dinámica provee una sensación de desarme o «desempoderamiento» por sobre una de dominación para causar un mayor impacto en el jugador. Si requiere asistencia, el usuario tiene a su disposición tutoriales. Para acceder a estos debe buscar en el escenario una caja grande de cartón con el símbolo ? grabado; Quico la levantará y se esconderá dentro de ella; en su interior en cada una de sus caras internas podrá leer una instrucción diferente para sortear los obstáculos. Aproximadamente el juego demanda un promedio de entre tres y siete horas para concluirlo.

## Desarrollo
| Personal principal     | Personal principal                                                                   |
| ---------------------- | ------------------------------------------------------------------------------------ |
| Director creativo      | Vander Caballero                                                                     |
| Guion                  | Vander Caballero                                                                     |
| Dirección artística    | Carol Bertrand                                                                       |
| Ingeniero principal    | Julien Barnoin                                                                       |
| Artista de escenarios  | Stéphanie Landry                                                                     |
| Animador principal     | Yann Penno                                                                           |
| Productor de línea     | Charles‑William Bibaud                                                               |
| Productores ejecutivos | Catherine Bainbridge, Christina Fon, Linda R. Ludwick, Ernest Webb, Vander Caballero |
| Productora asociada    | Tali Goldstein                                                                       |
| Créditos completos     |                                                                                      |
| Fuente                 |                                                                                      |

Papo & Yo es el primer videojuego de la empresa canadiense Minority, fundada por el ex director creativo de Electronic Arts Montreal (EA Games Montreal), Vander Caballero. Luego de dirigir algunos títulos importantes allí como Army of Two, FIFA y Need For Speed renunció debido a un objetivo personal de crear juegos más «significativos». Para ello se asoció primero a la compañía de producción de cine y televisión Rezolution Pictures, que cofundó Minority y brindó parte del personal para el desarrollo del estudio: la planta de personal permanente contó con doce personas además de veintiún asesores independientes. El mayor problema era el presupuesto acotado por tratarse del primer trabajo del estudio. Minority firmó contrato con Sony Computer Entertainment para la creación del videojuego y a través de su programa de fondos Sony Pub Fund Program le fue posible a la pequeña empresa canadiense solventar los gastos de producción y lanzar el producto masivamente, todo a cambio de la exclusividad del juego para la consola PlayStation 3 de Sony por un año. Canadian Media Fund, una compañía que brinda apoyo a iniciativas independientes, también financió el proyecto. El presupuesto final rondó los 1.5 millones de dólares y le llevó a Minority dieciocho meses concretar el juego. Se optó por Unreal Engine 3 como motor, y por los softwares Visual Studio y 3ds Max para el diseño. El presupuesto representó aproximadamente un 3% del de un juego triple A.
El videojuego formó parte de la camada de proyectos de desarrolladores independientes financiados por Sony. A su vez, fue uno de los primeros beneficiarios de su programa de fondos junto a Eufloria, Linger in Shadows, Datura, Flower, Closure, Sound Shapes, Journey, Okabu, Payday: The Heist y Unfinished Swan, accesibles solo por descarga digital en la tienda virtual PlayStation Store dentro de la red PlayStation Network, y comercializados junto a títulos triple A de la empresa multinacional.

### Concepto
La trama del videojuego está inspirada en la infancia de Vander Caballero y en la apertura se puede apreciar la leyenda dedicatoria «A mi madre, hermanos y hermana, con quienes sobreviví al monstruo de mi padre», firmada por el director creativo. Este comenzó a planificar la historia en un viaje de trabajo de tres meses que realizó a Argentina junto con su familia y en ese lapso plasmó las primeras ideas sobre la interacción de un niño con un monstruo, las características que este vínculo tendría y sentó las bases del género del videojuego que sería una mezcla entre aventura y resolución de rompecabezas. El título Papo & Yo es una fusión de las palabras «papa» y «babo», padre en español e italiano.
Si bien en un principio el juego no estaba destinado a ser autobiográfico y su vivencia sería solo uno de los conceptos, a medida que se desarrollaron los primeros prototipos de los personajes el guion cambió hasta contemplar su vida personal. La relación de Quico con Monster, una criatura amigable que se transforma radicalmente en una bestia violenta cuando come ranas, es una alegoría directa de la relación entre él y su padre, quien padecía alcoholismo y drogodependencia. Estas enfermedades están retratadas en el juego mediante la inclinación de Monster a comer estos animales que cambian su personalidad y lo vuelven peligroso para sus amigos. Según el creador, la adicción es el «catalizador» de la historia, y abarca también dimensiones no relacionadas al consumo de sustancias como la adicción al trabajo, a la apariencia personal y el consumo desmedido; a su vez la historia pretende mostrar el impacto de estas enfermedades en la familia, particularmente en los hijos.
De acuerdo con los desarrolladores, el objetivo era priorizar una historia «significativa» que sea «desafiante a nivel emocional» para el jugador, y no crear simplemente un título de destreza y lógica. Para no comprometer la historia no se pulió detalladamente la animación ni se trabajó en profundidad en otros aspectos técnicos del videojuego. El argumento basado en experiencias personales, en conjunto con el diseño de paisajes inspirado por verdaderas ciudades y por la propia infancia del autor, lograron que el mismo haya sido catalogado como «realismo fantástico».  La técnica del psicoanálisis donde un paciente revive un evento del pasado y se analizan las emociones que genera moldeó el desarrollo del argumento del juego. Asimismo, el terapeuta de Caballero también inspiró la creación de uno de los personajes. Otros temas explorados son la pérdida de la inocencia y la maduración forzada.

El final de la obra representa lo que a Caballero le hubiera gustado que pasara en la vida real. El eventual desarrollo y adaptación de su historia a un medio interactivo también está ligado a su infancia dado que en esa época jugó títulos de lógica y de plataformas como Super Mario Bros. Sobre esto último el autor comentó «recuerdo haber jugado videojuegos en los días difíciles de mi infancia. Me acuerdo como el desagradable mundo de los adultos me absorbía y me hacía sentir vulnerable. Pero no me sentía así cuando estaba jugando como Mario: me sentía poderoso y en control de un mundo fantástico. Me encantaba vencer a jefes que para mi eran mucho peores que mi vida». Otra de las influencias es Ico, un título de Sony de 2001 que según él fue el primer juego donde «sintió auténtica emoción» e inspiró la trama contada de manera accesible e interactiva, el estilo de escenario y la ausencia de violencia explícita.

### Diseño
El programador principal Julien Barnoin, quien ya había trabajado junto a Caballero en EA Games desarrollando Army of Two, dirigió el diseño de los puzle. La experiencia de trabajar en un estudio pequeño e independiente le permitió mayor flexibilidad a la hora de modelar los niveles; muchas de las mecánicas del juego no fueron trazadas desde un principio, sino que surgieron espontáneamente a medida que se avanzaba con el proyecto. Las distintas emociones que experimenta Quico con Monster a lo largo de la historia fungieron como estructura para crear los rompecabezas. La idea de las pistas dentro de las cajas de cartón surgió a partir de un error de software que causaba que dichos elementos atraviesen la cabeza de Quico. El trazado de las líneas que conectan y componen los mecanismos está inspirado en el libro Cien años de soledad del escritor colombiano Gabriel García Márquez, particularmente en la escena donde una gota de sangre se desplaza por la ciudad dejando un rastro visible.
Un prototipo del juego contenía dibujos infantiles, realizados por las sobrinas de Caballero, que se utilizaron como íconos y material visual. El uso de la tercera persona se debe a una preferencia personal del autor, quien reconoció que esto puede limitar el número de jugadores a únicamente los que estén familiarizados con esta perspectiva. Por otro lado se descartó la idea de incluir controles de movimiento de PlayStation o soporte multijugador ya que no se condecía con el argumento del juego. El uso de cinemáticas y flashbacks se mantuvo al mínimo para explotar la interactividad como medio para narrar la historia; en total hay aproximadamente cinco minutos de película.

### Escenario

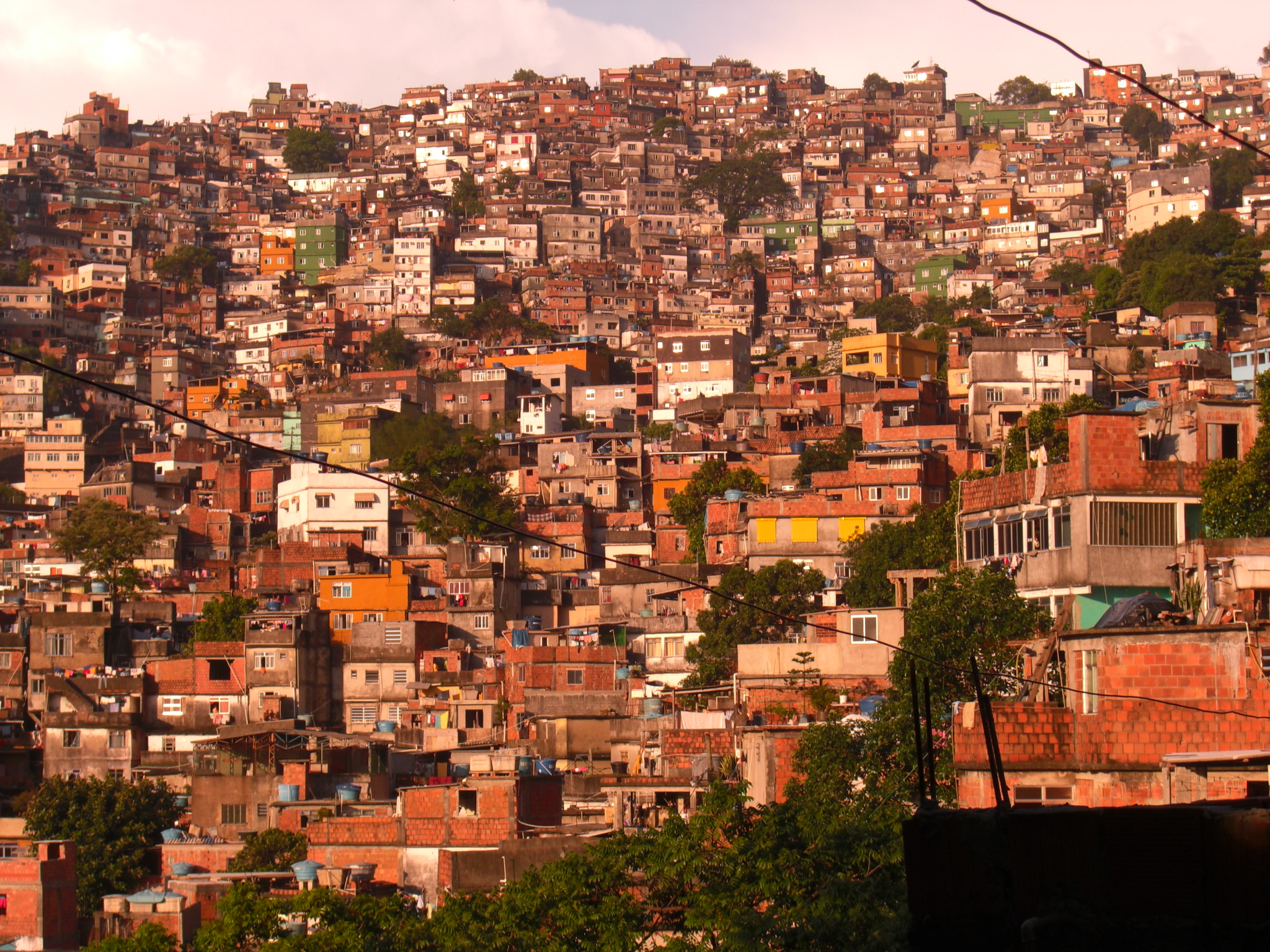
Los escenarios se componen de asentamientos tipo favela, aunque el mundo del videojuego mezcla realidad con elementos fantásticos.

Quico es un niño que vive en un barrio precario, similar a las favelas de Brasil, en alguna parte de Sudamérica. El director, cuya infancia transcurrió en un barrio de alto poder adquisitivo en Colombia, conocía también los asentamientos de Bogotá y citó a su ciudad natal como un recurso importante para crear el escenario. De acuerdo con él estos barrios tienen una arquitectura «muy llamativa y hermosa» e invita al jugador a explorar. El mundo del juego representa la imaginación de Quico. El entorno es interactivo y cambia conforme al estado de ánimo del protagonista: a medida que se avanza en la historia la infraestructura comienza a decaer, con un paisaje que menos detalle, más abstracto y con grandes extensiones de terreno que aparecen completamente blancas y vacías. También se vuelve más oscuro si Monster se enoja, con casas descoloridas y lluvia constante.
La artista Stéphanie Landry diseñó la favela basándose en lo que Caballero le comunicó sobre su infancia en esos lugares, y afirmó que su arquitectura «modular» ayudó a desarrollar los rompecabezas y las mecánicas del juego. La falta de personal impidió generar un modelado realista y fidedigno, pero se descartó la idea de aplicar una estética «caricaturesca» dada la seriedad del argumento. El objetivo de los desarrolladores era evitar retratar las favelas como en el género de videojuegos de disparos donde son lugares «oscuros» y la trama gira en torno a la violencia y las drogas; en su lugar optaron por destacar la estética «hermosa y atractiva» de la arquitectura y promover la exploración del entorno. Originalmente se planificaron otros escenarios como una aldea en la jungla, una planta de energía eléctrica y ruinas antiguas en las montañas, pero el ajustado presupuesto no permitió expandir el escenario más allá de estos barrios. Al no contar con los medios para desarrollar más lugares, se añadieron elementos como diferentes texturas, tipos de iluminación y cambios en el clima para diferenciar las distintas escenas que se llevan a cabo en la misma favela.
De acuerdo con los desarrolladores «(...) también hemos diseñado un ambiente que ayuda al usuario a sumergirse en un escenario surrealista latinoamericano». Para ello se trabajó en diferentes aspectos del diseño tomando como fuente principal de inspiración la cultura sudamericana. En el paisaje se aprecian grafitis plasmados en las superficies que cumplen también la función de pistas para resolver los rompecabezas. Se trata de obras reales originalmente encontradas en ciudades latinoamericanas como São Paulo en Brasil, y Valparaíso y Santiago en Chile. Como antecedente Minority ya había incorporado grafitis en escenarios de otros demos —solo presentados en ediciones de la E3— para agregar más color al ambiente. Sin embargo, la falta de tiempo no les permitió crear sus propias obras; como alternativa buscaron licenciar el trabajo de artistas de Sudamérica en concordancia también con la ubicación del relato del juego y, de esta manera, agregar una cuota más de «autenticidad» al juego de acuerdo con Landry. Se emplearon las obras de los artistas Sebastian Navarro (Charquipunk), Simon Paulo Arancibia Gutierrez (La Robot de Madera) e Inti Castro (INTI). Pablo Aravena, un muralista y director de cine chileno y amigo a su vez del productor ejecutivo Ernest Webb, fue el consultor y «curador» de la selección de las obras callejeras, e intentó que el escenario del juego se asemeje a ciudades como Valparaíso, donde «las subculturas colisionan formando un tapiz dinámico de música, arte, comida y personalidades».
La idea de tomar lugares reales como punto de partida de la historia, a los que luego se le agregarán elementos fantásticos que desvirtuarán la realidad, proviene del libro Cien años de soledad de García Márquez y es una característica propia del género de realismo mágico al que pertenece el libro. Como influencias Caballero señaló a Shigeru Miyamoto y a Fumito Ueda con su videojuego de 2001 Ico, que inspiró el modelado de un escenario abierto y detallado que permite al jugador explorarlo libremente. Mencionó a su vez el estilo de la serie Assassin's Creed, desarrollada por Ubisoft, a modo de ejemplo del efecto deseado de la ambientación en el jugador.

### Banda sonora
| Musicalización                                   | Musicalización |
| ------------------------------------------------ | --- |
| Estudio                                          | La Hacienda Creative |
| Director creativo Compositor Diseñador de sonido | Brian D'Oliveira |
| Diseñador de sonido Implementación de audio      | Benoit Lafrance |
| Músicos principales                              | D'Oliveira Orlando 'Vovo' Conceinçao (percusión) Kamal Sabri (sarangi) Loga Ramin Torkian (guitarviol) Elinor Frey (violonchelo) |
| Créditos completos                               | |
| Fuente                                           | |

La musicalización del videojuego corrió a cargo de La Hacienda Creative, de Montreal, Canadá. El estudio creó la banda sonora del juego y música del material promocional, tráilers y demos. Para ello utilizaron Wwise, un programa de integración de sonido diseñado específicamente para la industria de los videojuegos; el software está formulado para mezclar, compaginar, editar e integrar música y sonidos directamente en la obra. Esto le permitió a La Hacienda crear la banda sonora enteramente en su estudio, sin necesidad de llevar su equipo y cabinas de grabación a Minority. Wwise se utilizó de manera tal que se pudieran combinar varias capas de sonidos independientes. En la banda sonora existe una influencia de la música sudamericana, india, africana y barroca europea temprana.
Brian D’Oliveira, músico, compositor y titular del estudio canadiense, fue el encargado de coordinar la grabación y es el primer videojuego que musicalizó.  Usó una variedad de instrumentos musicales y la banda sonora contiene pistas con fuertes influencias de ritmos latinoamericanos, más precisamente aquellos originarios de Colombia. D'Oliveira y Caballero se conocieron en una fiesta donde el autor le presentó un precario demo del futuro videojuego. Tenían en común su origen sudamericano, ya que es oriundo de los Andes de Venezuela, y se crio en un barrio similar al de las favelas del videojuego, por lo que trató de incorporar y recrear sonidos de su infancia en la banda sonora.  Afirmó que se sintió de igual manera identificado con la historia. La producción demoró dos años, y se trabajó bajo la premisa de construir ritmos que tuvieran «raíces» de diferentes culturas y que se sintieran «familiares, pero también mágicos y no de este mundo». Para ello adicionó a su colección alrededor de treinta nuevos instrumentos, entre los que destacan un sarangi indio de 150 años que compró en Chicago, una kora africana  y tradicionales silbatos de caza brasileños que él mismo fabricó. interpretó las mayorías de las piezas en vivo, y lo acompañaron músicos invitados como su exprofesor Orlando «VoVo» Conceinçao, percusionista brasileño que conocía ritmos de su país natal, cubanos y africanos. Asimismo, un equipo del estudio encabezado por D’Oliveira viajó a Sudamérica y durante un mes grabaron sonidos del ambiente de diferentes locaciones, sobre todo de aquellas naturales.
La música del juego es «procedimental», los sonidos aparecen a medida que el jugador logra avanzar en la solución de los puzles, por lo tanto las canciones en el juego no tienen una duración fija ni se reproducen en bucle. Los sonidos se corresponden con las acciones del personaje: si Quico es atacado, se toca ritmos violentos, de «guerra»; si camina por los tejados metálicos de la favela, el equipo grabó el sonido real de láminas de metal, traídas desde Texas. A medida que el jugador se acerca a resolver un rompecabezas, más instrumentos comienzan a sonar y conforman una pieza cada vez más compleja. Las variables que controlan el orden y la secuencia de los distintos sonidos son aleatorias y resultan en una melodía diferente cada vez que se lleva a cabo una acción. D'Oliveira habló de «capas» de sonidos grabados de forma individual, que se «apilan» unas sobre otras para conformar piezas musicales; en algunos niveles existen entre treinta y cuarenta capas de sonidos que se complementan con entre sesenta y setenta capas de efectos sonoros. La banda sonora es instrumental, solo «Liberation (la muerte de Papo)», canción final de los créditos, introduce un coro cantando en el mismo idioma ficticio del juego por voces blancas. A modo de reflexión sobre su obra, D’Oliveira concluyó que la banda sonora «es vívida y surreal, una parte tangible de la imaginación de Quico».
| Banda sonora de Papo & Yo |                                  |          |  |
| N.º                       | Título                           | Duración |  |
| 1.                        | «A Strange New World»            | 2:23     |  |
| 2.                        | «The Lost Song»                  | 3:28     |  |
| 3.                        | «Here I Am»                      | 0:30     |  |
| 4.                        | «Lost Hope»                      | 3:32     |  |
| 5.                        | «Goodbye Alejandra»              | 1:05     |  |
| 6.                        | «A New Hope»                     | 4:24     |  |
| 7.                        | «Over the Inferno»               | 4:02     |  |
| 8.                        | «Just One More»                  | 2:20     |  |
| 9.                        | «Cozy Digs»                      | 4:41     |  |
| 10.                       | «Anger Management»               | 3:26     |  |
| 11.                       | «Euclid Is Wrong»                | 3:01     |  |
| 12.                       | «Lula's Resurrection»            | 2:49     |  |
| 13.                       | «In the Deep»                    | 2:39     |  |
| 14.                       | «Relax, Why Don't You ?»         | 5:31     |  |
| 15.                       | «A Slow Realization»             | 3:27     |  |
| 16.                       | «Growing Up»                     | 3:48     |  |
| 17.                       | «Liberation (La Muerte De Papo)» | 2:57     |  |

### Diseño de personajes
El primer prototipo que se desarrolló incluía dos precarios personajes, una especie de ogro que caminaba y un pequeño niño que saltaba sobre este rodeados de un ambiente similar a una jungla. Desde su concepción, se planeó que el temperamento del monstruo cambiara si comía una rana y que Quico representaría directamente a Vander Caballero en su infancia.  Monster fue el personaje que experimentó mayores cambios en su concepto y modelado, llegando a sufrir un rediseño completo a principios de 2012. En los primeros acercamientos de la criatura que se mostraron en los avances de 2011 se apreciaba un monstruo color naranja, similar a un rinoceronte, bautizado Rhino. Una de las características de este era una visión pobre, por lo que recurría al sentido del olfato para interactuar con el ambiente. El objetivo según Caballero, era lograr que la criatura reflejara en cierta medida a su propio padre, los «aspectos positivos del hombre que amaba, y los negativos del hombre a quien temía». Nilo Rodis–Jamero, un artista miembro del departamento de arte de Pixar y Star Wars, amigo a su vez del autor, le comentó que el prototipo lucía muy parecido a un cachorro y le cuestionó si veía a su padre en ese personaje. Esto llevó a Caballero a evaluar el diseño y concluyò que había plasmado inconscientemente rasgos alegres del perro que había tenido en su infancia que se mezclaron con una imagen platónica de su padre. El resultado fue un personaje que no reflejaba fielmente a su progenitor y no causaba el efecto deseado en el jugador. La presión para presentar el videojuego en la E3 de 2011 llevó al equipo a dejar de lado los cambios para cumplir con la fecha de exposición, pero dada la insatisfacción con el resultado se decidió llevar a cabo el rediseño con la colaboración de Rodis–Jamero. Es debido a esto que Monster no aparece en el primer demo del videojuego. El diseño final no es tan colorido como su predecesor y su cabeza sufrió cambios drásticos en su composición: se retiraron orejas y se colocaron dos cuernos que apuntan al frente. También se avejentó su apariencia general, con pecas en su espalda y una leve cojera. El nuevo personaje es más «grande y poderoso» y según Caballero representa «una mirada más honesta de (su) pasado». Sobre el rol del jugador, contribuye a que este tenga más empatía por Monster, insta a «querer salvarlo» pero sin dejar de ser una bestia que provoca miedo. Se tomó como fuente de inspiración algunos personajes antagónicos de otros títulos como los colosos de Shadow of the Colossus, o Bowser de Super Mario Bros., sobre este último el autor afirmó «(Monster) es una suerte de evolución de Bowser». Los cambios estéticos en el protagonista dividieron la opinión pública y este no contó con una recepción positiva generalizada por parte de los usuarios. 

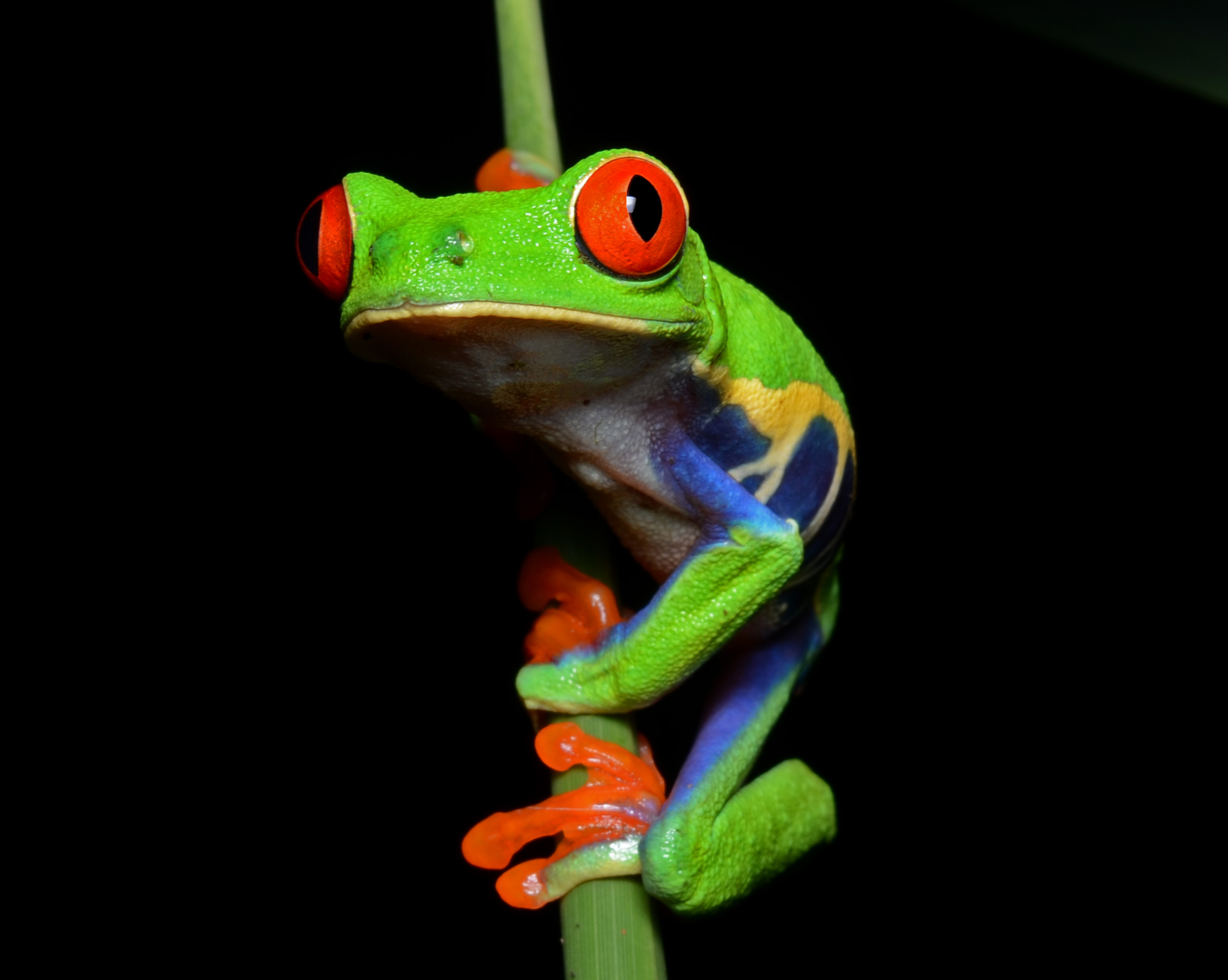
Las ranas son la alegoría de la adicción, y vuelven violento a Monster si este las ingiere.

Quico en la historia va perdiendo gradualmente parte de su ropa y aparece hacia el final con pintura corporal, un cambio que PopMatters afirmó representa «un acto de transformación visual para acompañar su transformación psicológica». Las ranas se caracterizan por ser de colores brillantes y son los personajes que envenenan a Monster. Cuando este las ingiere, se vuelve un ser iracundo que emite llamas de su cuerpo. Son la alegoría de la adicción del padre de Caballero, y su elección tienen que ver con el miedo que le tuvo a este animal cuando de adulto se las encontró una vez en un bosque paseando con su hijo. Se inspiró a su vez en el clásico de la literatura infantil El príncipe rana de los Hermanos Grimm, y en un libro que explicaba el simbolismo de este cuento de hadas: en la versión original la rana representa los genitales masculinos y la princesa no la besa sino que la avienta contra un muro. En el caso de Papo & Yo la rana empodera al monstruo pero «le quita toda la funcionalidad» a Quico; cuando este las arroja contra una pared para hacerlas desaparecer, se equipara a la vivencia de un niño que tira las botellas de alcohol de su hogar creyendo que si destruye este elemento evitará sufrir maltrato.
El personaje de Alejandra se basó en el «primer amor» del autor, y Lula, la robot amarilla, es un recuerdo de su infancia que representa su «amor por los videojuegos» y a su madre. El presupuesto significó una restricción para programar otras acciones ya que originalmente se había planeado que Quico pudiera controlar a Monster si se subía en su espalda, o que Lula interaccione con el agua o la electricidad del ambiente, mecánicas que se descartaron por la ausencia de fondos. Esto también impidió modelar  otros personajes como las gallinas que aparecieron en el arte de los primeros prototipos ya que adicionaras costarían aproximadamente 15 000 $USD. En su lugar, se colocaron más cantidad de ranas .

## Presentación

### Promoción
Minority anunció el videojuego primero el 3 de junio de 2011, en la convención Electronic Entertainment Expo (E3). En junio de ese año Caballero integró el panel de desarrolladores independientes en la convención Comic Con junto a Jenova Chen y Kellee Santiago de Thatgamecompany, Mike Burns de Fueled Entertainment y Ulf Andersson representando a Overkill Software. En la conferencia se abordó el proceso creativo, desarrollo y promoción de este sector de la industria frente a la competencia de juegos triple A.
La campaña publicitaria contó además con el lanzamiento de un teaser publicado en YouTube el 17 de mayo de 2011. En marzo de 2012 la empresa presentó el primer avance en la conferencia Game Developers Conference que luego se publicó en internet. En el gameplay Quico salta sobre los tejados y en una escena Lula lo ayuda a levitar sobre obstáculos, Monster no apareció. El 1 de junio se conoció el segundo titulado The Changing World en el blog oficial de PlayStation y en YouTube; el mismo estaba destinado a mostrarse días más tarde en la convención Electronic Entertainment Expo 2012.  A pesar de que había mejorado la calidad gráfica desde su anuncio en la E3 de 2011, el videojuego aún se encontraba en desarrollo. Una semana antes del lanzamiento,  el 7 de agosto de 2012, se lanzó el tercer y último avance. Este tenía la particularidad de incluir escenas con actores donde se mostraba de manera explícita la inspiración del videojuego; dirigido por Alfonso Maiorana, la música y el sonido estuvo también a cargo del estudio La Hacienda Creative.

### Lanzamiento y recepción comercial
El juego salió al mercado exclusivamente mediante distribución digital a través del sistema de compra PlayStation Network (PSN), el 14 de agosto de 2012 para Estados Unidos, y un día después en Europa, exclusivamente para la consola PlayStation 3. Originalmente se pensaba sacarlo a la venta a principios de ese año. A modo de promoción, se fijaron dos precios en dólares, uno para los usuarios comunes y otro menor para miembros plus. Se pudo también realizar un pedido de pre compra el 7 de agosto, con el adicional de un código para poder descargar gratis un tema exclusivo para personalizar la consola. Asimismo, el título fue elegido para formar parte de la segunda promoción anual de PSN, en la que aquellos usuarios que hayan comprados dos o más juegos por este sistema, recibían un cupón de compra. También se lanzó para la videoconsola portátil PlayStation Vita.
Minority desarrolló además un demo jugable gratuito, también descargable desde la red de compra de PlayStation el mismo día del lanzamiento del videojuego. El estudio lo confirmó  primero mediante su cuenta oficial en la red social Twitter a raíz de la pregunta de un usuario. El 5 de diciembre de 2012 anunciaron desde su sitio web oficial que la música estaría disponible para su compra digital el 18 de diciembre en Norteamérica y un día después en Europa. Se utilizó nuevamente la plataforma PlayStation Network mediante la tienda PlayStation Store, y se ofrecieron descuentos y promociones para miembros regulares y plus. Del 24 al 30 de diciembre de 2012 el videojuego formó parte de la promoción exclusiva PlayStation Essentials, disponible solo en Norteamérica. Acompañando el lanzamiento del sistema de compra digital Sony Entertainment Network Online Store, a partir del 25 de enero de 2013 se pudo adquirir también el juego, el demo y su banda sonora desde ese sitio web.
A pesar de haber sido uno de los títulos más descargados de Sony durante su lanzamiento y del buen índice de ventas para un videojuego independiente, el desempeño comercial de Papo & Yo no fue del todo satisfactorio ya que no se logró solventar el total de los gastos de producción. Esto fue una de las razones por las que Minority optó por ofrecer también el videojuego para PC en abril de 2013. El contrato inicial del videojuego con la consola PlayStation 3 de Sony permitió, por un lado, contar con un mayor presupuesto y publicidad, algo a lo que pocos estudios emergentes pueden acceder. Sin embargo, la revista especializada The Escapist señaló esta exclusividad como un obstáculo para cosechar mayores ganancias. El título luego se adaptó para computadora y se dispuso para su descarga digital por el distribuidor Steam el 18 de abril de 2013 Esta versión trajo escenas inéditas, mejoró la jugabilidad y la calidad de gráficos, animación y cinemáticas; se arreglaron los errores de software existentes e introdujeron las nuevas opciones de multimonitores, resolución para televisores y soporte para más controles, con disponibilidad en inglés, alemán, francés, italiano, español y portugués (de Brasil). El contenido del videojuego se clasificó por edades por ESRB como E10+ en Norteamérica, y por PEGI +12 en Europa. Del 4 al 17 de ese mes se habilitó también un pedido de pre compra que incluyó el beneficio de un descuento y la banda sonora gratis. Otras plataformas de venta para adquirir el videojuego para PC fueron Green Man Gaming, Desura, Amazon, GamersGate e Indie Game Stand; la música se pudo descargar desde iTunes.

## Recepción

### Críticas profesionales
El sitio web Metacritic  basándose en treinta y un críticas favorables, veinte mixtas y tres negativas le asignó al videojuego una calificación promedio de 72 puntos sobre 100, lo que indica «críticas mixtas o promedio»; la versión de PC bajó a 70 puntos, resultado de veintitrés estudios. Game Rankings arrojó 72,92% sobre treinta y ocho reseñas y la edición de computadora mejoró levemente el resultado.
El concepto de la obra fue recibido mayormente con agrado. Han Cilliers para GameZone se mostró profundamente conmovida por el argumento del videojuego; resaltó las situaciones de abuso plasmadas y comentó «todo sobre este juego es auténtico». Se suscitaron comparaciones con Ico de Fumito Ueda por las sensaciones que el paisaje y la jugabilidad generaban en el usuario, como así también el paralelismo entre ambos títulos de explorar un entorno surrealista resolviendo obstáculos y la presencia de un personaje con inteligencia artificial que acompaña al jugador.
Los puntos más bajos de la obra son el sistema de juego y la baja complejidad de los puzle, particularmente los controles y los ángulos de cámara que impedían jugar con mayor naturalidad Mitch Dyer de la editorial IGN dijo que la jugabilidad de los rompecabezas «no tienen sentido»; afirmó que para resolverlos hay que seguir un proceso mecánico y no son desafíos, por lo que «no hay un sentido de recompensa por lo que logras». TheSixthAxis afirmó que falla en lograr que el usuario juegue varias veces La mayoría de las reseñas coincidieron en la cantidad de errores de software (bugs), el clipping y errores técnicos de las primeras versiones. El lanzamiento para PC en 2013 solucionó los errores técnicos y aumentó la calidad gráfica: se complejizaron las texturas, el modelado de Quico es más realista y se estabilizaron los fotogramas. Esta versión «se siente más como la edición del director» según a editorial Polygon.
El modelado de personajes, por su parte han sido descrito como de baja calidad y «obsoleto», con personajes que no mueven los labios ni el cuerpo cuando hablan.  PsNation comentó por otro lado que los gruñidos y rugidos de Monster podrían haber sido más profundos y violentos. Sobre su desarrollo, Kesten alabó la personalidad de Quico y comentó que la «creatividad es excepcional». En esta línea CGMagazine definió el rol del niño en la historia como un protagonista que no huye del peligro sino que busca una cura para su padre, quien además aparece retratado en Monster como un ser capaz tanto de amar como dañar a su hijo, evitando así una perspectiva unidimensional. Sobre el recorrido en el juego, el sitio web calificó sus mecánicas como lentas y pesadas.
Su música contó con una recepción positiva. Gil Almogi de Game Music Fans agradeció que no se recurrió a las típicas orquestas y, en su lugar, se utilizaran ritmos sudamericanos de los géneros de samba y salsa. Lo comparó con la banda sonora de Journey, nominada a un Premio Grammy, y afirmó «es una danza emocional que termina con introspección». PS Nation y Kotaku también destacaron la música, la forma en la que complementaba la dirección de arte y mejoraba el juego. Editoriales como IGN, que puntuaron negativamente al juego, señalaron su banda sonora como el aspecto más sólido.
Algunas críticas consideraron que el videojuego no cumplió con las expectativas. Vandal describe la experiencia como un «cuento interactivo» y afirmó que el mayor mérito del estudio es abordar una temática del alcoholismo y el maltrato infantil.

### Premios y reconocimientos
En 2011, Papo & Yo recibió una nominación en la categoría mejor juego descargable en los Game Critic Awards, los premios entregados por un jurado independiente de treinta y cinco editores  que asistieron a la convención Electronic Entertainment Expo (E3) de ese año. Por otro lado Bitmob destacó a títulos de la E3 de ese año; la editorial presentó sus «Premios que no son premios» con categorías poco convencionales y Papo & Yo ganó el galardón «Esto es algo decepcionante». Durante 2012 figuró en listados de los mejores títulos de ese año. Psnstores le otorgó el reconocimiento de elección del editor en 2012 y Ben Jones, uno de los editores, también lo incluyó en su propia lista de los mejores cinco juegos.  Venturebeat.com lo incluyó entre los mejores videojuegos indies, y Meristation lo mencionó en los mejores videojuegos de puzle de Playstation 3, tanto del año 2012 como a nivel general. Loaded lo colocó en el escalón doce de los cincuenta mejores juegos de 2012. y también figuró entre los diez títulos notables de la revista Time de ese año. En 2013, en la edición del Independent Games Festival, Papo & Yo fue mención honorífica en excelencia en narrativa (Excellence In Narrative). En los premios del New York Videogame Critics Circle mantuvo sus dos nominaciones en una categoría narrativa y en otra de juegos infantiles. En 2014 logró seguir figurando en listas destacadas, como la confeccionada por Kotaku de los mejores doce videojuegos de PS3 de ese año.
| Premios y nominaciones | Premios y nominaciones                                  | Premios y nominaciones | Premios y nominaciones | Premios y nominaciones |
| Año                    | Premios                                                 | Categoría | Resultado              | Ref.                   |
| ---------------------- | ------------------------------------------------------- | --- | ---------------------- | ---------------------- |
| 2011                   | Game Critics Awards Best of E3 2011                     | Mejor juego descargable Best Downloadable Game                                                                                      | Nominado               | [ 113 ] [ 114 ]        |
| 2011                   | Premio IGN a lo mejor de la E3 (Edición de 2011)        | Mejor juego de rompecabezas Best Puzzle Game                                                                                        | Ganador                | [ 127 ]                |
| 2011                   | Premio IGN a lo mejor de la E3 (Edición de 2011)        | Mejor juego de PlayStation Best PS3 Game                                                                                            | Nominado               | [ 127 ]                |
| 2011                   | Premio Gamespot a lo mejor de la E3                     | Mejor juego descargable Best Downloadable Game                                                                                      | Ganador                | [ 128 ]                |
| 2011                   | Premio Gamespot a lo mejor de la E3                     | Mejor juego de aventura Best Adventure Game                                                                                         | Ganador                | [ 109 ]                |
| 2011                   | Premio Gamespot a lo mejor de la E3                     | Juego del show Game of the Show | Nominado               | [ 129 ]                |
| 2011                   | Premio Gamespot a lo mejor de la E3                     | Mejor juego de PlayStation 3 Best PS3 Game                                                                                          | Nominado               | [ 130 ]                |
| 2011                   | Premio GamingExcellence a lo mejor de la E3             | Mejor juego de rompecabezas Best Puzzle Game                                                                                        | Nominado               | [ 131 ]                |
| 2011                   | Premio G4 a lo mejor de la E3                           | Mejor juego descargable Best Downloadable Game                                                                                      | Nominado               | [ 132 ] [ 133 ]        |
| 2011                   | Premio G4 a lo mejor de la E3                           | Mejor juego de plataformas Best Platformer                                                                                          | Nominado               | [ 132 ] [ 133 ]        |
| 2011                   | Premio Game Theory Media a lo mejor de la E3 (2011)     | Mejor juego exclusivo de descarga Best Download Only Game                                                                           | Ganador                | [ 134 ]                |
| 2011                   | Premio GameSpy a lo mejor de la E3                      | Mejor juego descargable del show Best Downloadable Game of Show                                                                     | Nominado               | [ 135 ]                |
| 2011                   | Premio Multiplayer.it a lo mejor de la E3               | Mejor juego descargable del show Best Downloadable Game of Show                                                                     | Nominado               | [ 136 ] [ 137 ]        |
| 2011                   | Premio GamePro a lo mejor de la E3                      | Mejor juego descargable del show Best Downloadable Game of Show                                                                     | Ganador                | [ 138 ]                |
| 2012                   | Premio G4 a lo mejor de la E3 Edición de 2012           | Mejor juego original Best Original Game                                                                                             | Nominado               | [ 139 ]                |
| 2012                   | Premio 1UP.com a lo mejor de la E3 Edición de 2012      | Mejor diseño visual Best Visual Design                                                                                              | Nominado               | [ 140 ]                |
| 2012                   | Premio 1UP.com a lo mejor de la E3 Edición de 2012      | Uso más singular del medio Most Unique Use of the Medium                                                                            | Nominado               | [ 140 ]                |
| 2012                   | Brazilian International Game Festival (BIG) 1.ª edición | Mejor narrativa Best Narrative | Ganador                | [ 141 ]                |
| 2012                   | Brazilian International Game Festival (BIG) 1.ª edición | Premio del público Audience Award                                                                                                   | Ganador                | [ 141 ]                |
| 2012                   | Brazilian International Game Festival (BIG) 1.ª edición | Premio al mejor juego Best game Award                                                                                               | Nominado               | [ 141 ]                |
| 2012                   | NAVGTR Awards                                           | Original Light Mix Score, New IP | Nominado               | [ 142 ]                |
| 2013                   | New York Video Games Critics Circle Edición de 2013     | Premio Herman Melville a la mejor narrativa en un juego Herman Melville Award for Best Writing in a Game                            | Nominado               | [ 124 ] [ 125 ]        |
| 2013                   | New York Video Games Critics Circle Edición de 2013     | Premio de los niños del Zoológico de Central Park al mejor juego infantil The Central Park Children’s Zoo Awards for Best Kids Game | Nominado               | [ 124 ] [ 125 ]        |
| 2013                   | Canadian Videogame Awards Edición de 2013               | Juego del año Game of the Year | Nominado               | [ 143 ]                |
| 2013                   | Canadian Videogame Awards Edición de 2013               | Premio a la futura elección de compra de los fans Future Shop Fans’ Choice Award                                                    | Nominado               | [ 143 ]                |
| 2013                   | Canadian Videogame Awards Edición de 2013               | Mejor innovación en un juego Best Game Innovation                                                                                   | Nominado               | [ 143 ]                |
| 2013                   | Canadian Videogame Awards Edición de 2013               | Mejor juego indie Best Indie Game                                                                                                   | Nominado               | [ 143 ]                |
| 2013                   | Canadian Videogame Awards Edición de 2013               | Mejor personaje nuevo: Quico Best New Character                                                                                     | Nominado               | [ 143 ]                |
| 2013                   | Canadian Videogame Awards Edición de 2013               | Mejor música original: «Liberation» Best Original Music                                                                             | Nominado               | [ 143 ]                |

## Presencia cultural
Tanto el videojuego como sus desarrolladores han sido señalados como precursores en el sector independiente de la industria. Louie Castro-Garcia de Venture Beat lo mencionó junto a Journey y Braid como ejemplos que abrirán un camino para que más desarrolladores independientes «expresen historias personales y temas espirituales en el argumento», y logren que estos títulos sean accesibles a audiencias más grandes y «re-contextualicen el videojuego como medio». Algunos desarrolladores independientes también destacaron a Papo & Yo, tal es el caso de Robin Hunicke (productora ejecutiva de Journey) quien comentó «Papo & Yo combina lo cotidiano con lo surreal, creando la fantasía y pesadilla de todo niño en el mismo lugar», y Nels Anderson (diseñador de Mark of the Ninja) que dijo «más autobiográfico que cualquier otro juego, logra ser sobre algo genuino, honesto y doloroso de una manera tangible y evocativa».
El 6 de diciembre de 2012, Minority realizó un taller de diseño interactivo en Brasil titulado Construindo o mundo através das metáforas, dirigido a aficionados y desarrolladores profesionales. Dictado por la productora asociada Tali Goldstein, se abordó el proceso de construcción de relato y el diseño creativo en esta industria. La revista mensual Game Developer Magazine de UBM Tech dedicó el número de enero de 2013 al videojuego, incluyó una nota sobre su desarrollo y en la portada aparecieron Monster y Quico.  Asimismo el título fue objeto de debate en una nota de la publicación médica estadounidense Journal of the American Academy of Child and Adolescent Psychiatry.  En junio de 2014 Caballero ofreció una charla en la conferencia Games for Health sobre salud y videojuegos; en ella ahondó sobre los temas de alcohol y abuso retratados en Papo & Yo.